# Ray, Rare and Live
Ray, Rare and Live – koncertowy album amerykańskiego muzyka Raya Charlesa, wydany w 2003 roku.

## Lista utworów
1. "Confession Blues"
2. "Baby Let Me Hold Your Hand"
3. "It Should've Been Me"
4. "Don't You Know"
5. "Don't Put All Your Dreams in One Basket"
6. "Late in the Evening Blues"
7. "She’s on the Ball"
8. "Sitting on Top of the World"
9. "Can't You See Darling?"
10. "Sentimental Blues"
11. "Kissa Me Baby"
12. "Heartbreaker"
13. "I’m Movin’ On"
14. "Talkin' 'Bout You"
15. "Tell Me How Do You Feel"
16. "You Be My Baby"
17. "I Got a Woman"
18. "What’d I Say"
19. "Georgia on My Mind"
20. "Some Day (Blues Is My Middle Name)"